# Байєр Валентина Іванівна
Валентина Іванівна Байєр (нар. 1930, село Семиозерне) — доярка радгоспу «Зеленоборський» Щучинського району Кокшетавської області, Казахська РСР. Герой Соціалістичної Праці (1971).

## Біографія
Народилася в 1930 році в селянській родині в селі Семиозерне (сьогодні — Аулієколь). Трудову діяльність розпочала в 1946 році. Працювала будівельником. З 1949 по 1954 року працювала на вугільних шахтах Караганди. З 1954 року — доярка радгоспу «Зеленоборський» Щучинського району.
Достроково виконала завдання Восьмої п'ятирічки (1966—1970) та свої особисті соціалістичні зобов'язання. Указом Президії Верховної Ради СРСР «ПРО присвоєння звання Героя соціалістичної Праці передовикам сільського господарства Казахської РСР» від 8 квітня 1971 року за видатні успіхи, досягнуті в розвитку сільськогосподарського виробництва і виконання п'ятирічного плану продажу державі продуктів землеробства і тваринництва удостоєна звання Героя Соціалістичної Праці з врученням ордена Леніна і золотої медалі «Серп і Молот».